# Ankie Bagger
Ankie Bagger (ur. 30 września 1964) – szwedzka piosenkarka muzyki pop i disco
Zadebiutowała swoim coverem utworu Varje liten droppe regn zespołu Herreys (pod nazwą People say it's in the air).

## Dyskografia
- People Say It's in The Air
- I Was Made For Loving You
- Where Were You Last Night